# 4.3삼진의거 발상지 성구사일원
4.3삼진의거 발상지 성구사일원(4.3三鎭義擧 發祥地 誠久祠一圓)은 대한민국 경상남도 창원시 마산합포구 진전면에 있는 사우이다. 2002년 12월 27일 경상남도의 기념물 제245호로 지정되었다.

## 현지 안내문
성구사는 초계 변씨 문중의 사우(祠宇)로서 고려시대의 두문동 72인 중의 한 분인 문하평리공 변민과 임진왜란에서 공을 세우고 정유재란시 순직한 병조판서공 변연수와 변립 부자, 세분의 위패를 모시고 있다. 상량문과 편액에 의하면 성구사는 1895년에 건립되었다.
이 성구사는 세 충신의 위패를 모시고 있는 사우 정면에 ‘一’자 모양의 목조건물 도산서당이 있고, 도산서당 전면 좌우편에 동재인 일신재와 서재인 존양재를 두었다. 그리고 솟을대문, 내삼문, 외삼문이 배치되어 있다. 성구사의 강당에 해당되는 도산서당은 1914년에 건립되었으며, 동·서재 기능의 일신재와 존양재는 1915년에 준공되었다.
도산서당과 일신재·존양재는 건립 이후 이 지방에 근대적 학교가 설립되기까지 교육기관의 역할을 해왔다고 전해지고 있다. 특히 1919년 4월 3일 진동·진전 일대에서 항일운동이 일어났을 때(4.3 삼진의거) 성구사 일원에서 태극기와 독립선언서를 만드는 등 거사를 모의한 곳으로 전해지고 있다.
성구사는 1895년 건축된 조선조 건축양식의 목조건축물로서 그 보존가치가 높다. 또한 성구사 일원은 학교가 설립되기 이전 유생들의 교육을 맡았을 뿐만 아니라, 진동·진전 일대에서 일어났던 4·3 삼진의거 발상지로서 역사적 의미가 높은 곳이다.

## 참고 자료
- 4.3삼진의거 발상지 성구사일원 - 국가유산청 국가유산포털